# ۱۱۸ (پیش از میلاد)
۱۱۸ (پیش از میلاد) ۱۱۸مین سال قبل از تقویم میلادی است.